# ジェラルド・カーティス
ジェラルド・L・カーティス（英語：Gerald L. Curtis、1940年 - ）は、アメリカ合衆国の政治学者。米コロンビア大学名誉教授。大学院生時代に日本で地方選挙の実態を徹底取材した博士論文がベストセラーとなったことをきっかけに、政権与党の実力者・財界の要人らと数十年にわたって深い関係を築き、アメリカ有数のジャパン・ウォッチャーとして知られるようになった。
コロンビア大学で東アジア研究所所長・政治学部教授として長くアメリカにおける日本地域研究を主導する役割を果たしたほか、日本でも東京大学客員教授、慶應義塾大学客員教授などを歴任。

## 来歴
ニューヨーク生まれ。ジャズピアニストを志してニューヨーク州立大学音楽学部に進学する。その後1962年にニューメキシコ大学社会科学科（西欧地域研究専攻）を卒業、1964年コロンビア大学大学院政治学修士課程修了（国際関係専攻）、1969年同博士課程修了。1968年にコロンビア大学からPh.D.取得。
コロンビア大学政治学部助教授（1969 - 1972年）、同准教授（1972 - 1976年）を経て1976年に同教授となる（のちに、ジョン・ウィリアム・バージェスの功績を記念して設置されたバージェス記念講座教授に就任した）。1974年から1990年まで同大東アジア研究所長。
コロンビア大学着任後、日本政治の研究と並行して日米関係の民間対話活動にも尽力し、とくに戦後初の本格的な対話枠組みとして発足した下田会議などへの参加で知られる。またデビッド・ロックフェラーが立ち上げた日米欧三極委員会にも加わって訪中し鄧小平らとの面会を果たしている。
コロンビア退任後は東京財団の名誉研究員などを兼務しながら日本政界の調査研究を続ける。また日米交流を橋渡しする数多くのスカラシップや団体の立ち上げに奔走してきたことでも知られる。

### 研究
専門分野は日本の政治外交、比較政治学、日米関係、米国のアジア政策。
大学院生のときに駐日アメリカ大使館の知人を通じて、当時、自民党の若手実力者として頭角をあらわしつつあった中曽根康弘の知己を得る。カーティスが博士論文執筆のための選挙現場取材を申し込むと、中曽根は大分の選挙区を紹介した。これが1967年第31回衆議院議員総選挙における大分2区の自民党衆議院議員候補となる佐藤文生陣営で、以後1年間にわたってカーティスは佐藤やその支援者らと寝食を共にして日本の「ドブ板選挙」の実情を克明に目撃することになった。
カーティスはこの取材をもとに、立候補から初当選までの日本の選挙運動をテーマとする博士論文を執筆。これが日本でも『代議士の誕生』と題して邦訳が出版され、外国人による斬新な選挙分析としてベストセラーとなった。
後年カーティスは、このときの佐藤の協力は徹底しており、選挙資金をおさめていた事務所の金庫の中身すら佐藤がカーティスに公開したと振り返っている。
以後、堪能な日本語能力を駆使して政治の現場に深く入り込み、買収や恫喝も飛びかう日本の古い選挙の実態をつぶさに取材・調査する文化人類学的手法を開拓した。その過程で自民党を中心に中央政界の要人らに接近し、とくに中曽根のほか三木武夫や竹下登とは、彼らが入閣候補者へ電話をかける現場に立ち会うほど深い関係を築いたことで知られる。こうしたことから、日本政治に関するカーティスの知識や判断はアメリカ政府の東アジア政策・対日政策にすら影響するようになったともささやかれ、70年代にカーター大統領が再選をめざしたさいには政権参加の打診を受けたとされる。

## エピソード
- コロンビア大学で教壇に立っていたころ、日本の政財界子弟や若手官僚などの留学を数多く受け入れたことで知られ、中でも小泉進次郎はカーティスの研究室で３年間学んでいる[11][13]。
- 政財界以外にも人脈は広い範囲に及んでおり、とくに俳優の津川雅彦との親交で知られた[2]。
- 中央情報局(CIA)関係者のファイルによって情報源とされたことがある[14]。
- コロンビア大学アート・スクールに留学歴のある日本人女性と結婚、女性は現在も版画作品を中心に創作活動を続けている[2][15]。
- 2004年の夏に、習志野カントリークラブのゴルフコースへ向かっている時に、北総線の千葉ニュータウン中央駅に向かうはずが、間違えて京成千葉線に乗ってしまい、千葉中央駅に向かってしまった。検見川駅で方向が間違っていた事に気がついたが、時すでに遅く、高砂へ戻っても開始時間に間に合わなかった。しかし、幸運なことに、そこで夜勤から帰宅途中の親切な京成電鉄の助役に出会った。助役の家が習志野カントリーに近く、習志野カントリークラブまで車で直接送って貰ったことで、ゴルフの開始時間に間に合ったという。カーティスは後に文藝春秋(平成16年九月号)にエッセイを投稿し、日本語がなぜ話せるのかとも疑問を持たず、親切にしてくれた。と嬉しさを覚えたことを書いている[16]。
- ドバイ日航機ハイジャック事件が起きた時には運輸政務次官として対応にあたる佐藤文生にアメリカから国際電話をかけ、「たぶん、ミスター佐藤は自分を乗客と交換してもらうためにドバイに行くだろう。行かなければ、前例（よど号ハイジャック事件における山村新治郎）があるだけに卑怯者といわれるだろう。しかし、佐藤が行けば、必ず選挙のための人気とりといわれるだろう。日本はそんなところだ。しかし佐藤は自らの信じる道を行くべきだ」とドバイに向かう前から風評にさらされていた佐藤を勇気づけた[17]。

## 略歴
- 1967年-1968年　コロンビア大学東アジア研究所リサーチアソシエイト
- 1968年　イリノイ大学政治学部インストラクター
- 1968年-1969年　コロンビア大学政治学部講師
- 1969年-1972年　コロンビア大学政治学部助教授
- 1971年-1972年　慶應義塾大学法学部リサーチアソシエイト
- 1972年-1976年　コロンビア大学政治学部准教授
- 1973年-1975年、1977-1984年、1987-1991年　コロンビア大学東アジア研究所所長
- 1976年-　コロンビア大学政治学部教授
- 1976年-1977年　東京大学法学部客員教授
- 1982年-1983年　慶應義塾大学法学部客員教授
- 1990年-1991年　コロンビア大学韓国研究センターディレクター
- 2000年-　政策研究大学院大学客員教授

## 賞歴・栄典
- 1989年 - 大平正芳記念賞
- 2001年 - 中日新聞特別功労賞
- 2001年 - 国際交流基金賞
- 2004年 - 旭日重光章

## 著書
- Election Campaigning, Japanese Style, (Columbia University Press, 1971).
  - 『代議士の誕生――日本保守党の選挙運動』 （山岡清二訳、サイマル出版会, 1971年、新版1983年／山岡清二・大野一訳、日経BPクラシックス, 2009年）
- The Japanese Way of Politics, (Columbia University Press, 1988).
  - 『「日本型政治」の本質――自民党支配の民主主義』（山岡清二訳、TBSブリタニカ, 1987年） 大平正芳記念賞受賞
- 『ポスト冷戦時代の日本』（東京新聞外報部訳、東京新聞出版局, 1991年）
- 『日本の政治をどう見るか』（木村千旗訳、日本放送出版協会, 1995年）
- The Logic of Japanese Politics: Leaders, Institutions, and the Limits of Change, (Columbia University Press ,1999).
  - 『永田町政治の興亡』（野上やよい訳、新潮社, 2001年）
- 『政治と秋刀魚――日本と暮らして四五年』（日経BP社, 2008年）
- 『ジャパン・ストーリー　昭和・平成の日本政治見聞録』（村井章子訳、日経BP社, 2019年）

### 共著
- （石川真澄）『土建国家ニッポン――「世界の優等生」の強みと弱み』（光文社, 1983年, ISBN 4-334-97026-5）

### 編著
- Japanese-American relations in the 1970s, (Columbia Books, 1970).
- The U.S.-South Korean alliance : evolving patterns in security relations, co-edited with Sung-joo Han, (LexingtonBooks, 1983).
- New perspectives on U.S.-Japan relations, (Brookings Institution Press , 2000).
- Policymaking in Japan : defining the role of politicians, (Brookings Institution Press , 2002).

### 共編著
- （神谷不二）『沖縄以後の日米関係――七〇年代のアジアと日本の役割』（サイマル出版会, 1970年）
- （山本正）『日米の責任分担――下田会議リポート』（サイマル出版会, 1982年）
- Japan's foreign policy after the Cold War : coping with change,co-edited with Michael Blaker,(M.E. Sharpe, 1993).
- The United States, Japan, and Asia: challenges for U.S. Policy,co-edited with Michael Aho,(W.W. Norton, 1994).

## 出演

### テレビ
- 時事放談（TBS） - 出演回数を列挙する[18]。
  - 2005年：3回
  - 2006年：3回
  - 2007年：4回
  - 2008年：6回
  - 2009年：6回
  - 2010年：7回（11月14日現在）
- BSフジLIVE プライムニュース（BSフジ）

1. （2010年2月23日） - 共演：加藤紘一